# دغیرمن‌جی‌اوشاغی (صائم بی‌لی)
دغیرمن‌جی‌اوشاغی (به ترکی استانبولی: Değirmenciuşağı) یک منطقهٔ مسکونی در ترکیه است که در صائم‌بیلی واقع شده‌است.